# Alberta Midget Hockey League
Alberta Midget Hockey League (AMHL) är en juniorishockeyliga för pojkar upp till 18 år och som är baserat i den kanadensiska provinsen Alberta.
Ligan grundades 1984 och är sanktionerad av både Hockey Alberta och Hockey Canada.

## Lagen
Källa: 
| Chrysler Division - Airdrie CFR Bisons - Calgary Buffaloes - Calgary Flames - Calgary Northstars - Calgary Royals - Lethbridge Midget AAA Hurricanes - Okotoks Bow Mark Oilers - Red Deer Optimist Chiefs | Dodge Division - CAC Gregg Distributors - Fort Saskatchewan Boston Pizza Rangers - Grande Peace Ernies Sports Storm - Knights of Columbus Pats - Leduc Chrysler Oil Kings - Lloydminster Bandit Energy Bobcats - MLAC Beverly Optimists - Sherwood Park J.Ennis Kings - SSAC Boston Pizza Athletics - St Albert Tire Warehouse Raiders |

## Mästare
Samtliga lag som har vunnit AMHL sedan starten av ligan.
| - 1984–1985: Calgary Buffaloes - 1985–1986: Sherwood Park Chain - 1986–1987: Calgary Buffaloes - 1987–1988: Calgary Northstars - 1988–1989: Calgary Buffaloes - 1989–1990: St. Albert Raiders - 1990–1991: Calgary Northstars/Sherwood Park Kings - 1991–1992: Sherwood Park Kings - 1992–1993: Calgary Northstars - 1993–1994: Red Deer Chiefs - 1994–1995: Red Deer Chiefs - 1995–1996: Red Deer Chiefs - 1996–1997: Calgary Royals - 1997–1998: Calgary Buffaloes - 1998–1999: Calgary Flames - 1999–2000: Fort Saskatchewan - 2000–2001: Calgary Royals - 2001–2002: Red Deer Chiefs | - 2002–2003: Calgary Northstars - 2003–2004: Red Deer Chiefs - 2004–2005: Edmonton Southside Athletics - 2005–2006: Calgary Buffaloes - 2006–2007: Red Deer Rebels - 2007–2008: Calgary Buffaloes - 2008–2009: Calgary Buffaloes - 2009–2010: Red Deer Rebels - 2010–2011: Red Deer Rebels - 2011–2012: Red Deer Rebels - 2012–2013: Red Deer Chiefs - 2013–2014: Red Deer Chiefs - 2014–2015: Strathmore Bisons - 2015–2016: Lloydminster Bandit Energy Bobcats - 2016–2017: Leduc Chrysler Oil Kings |

## Spelare

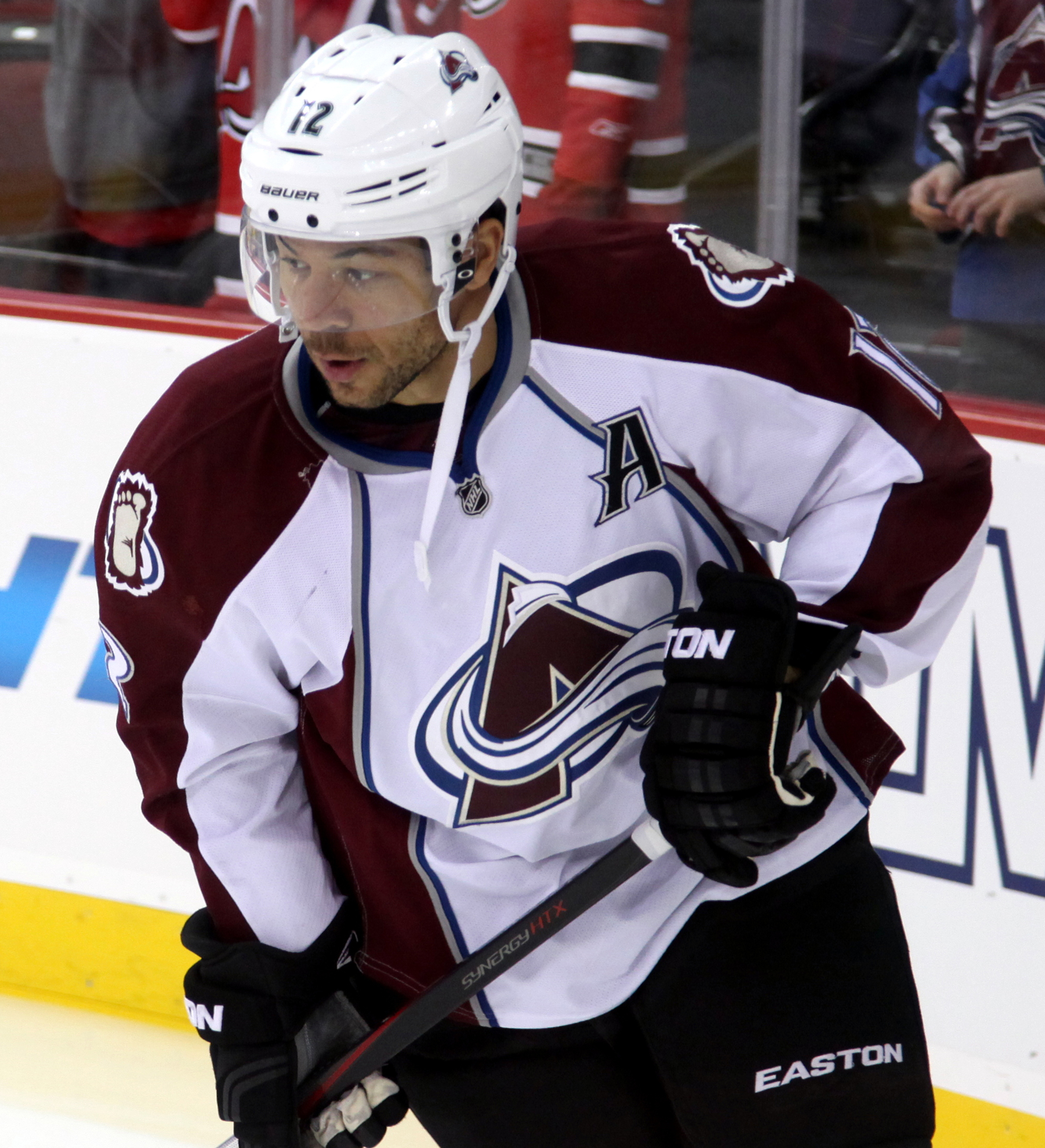
Jarome Iginla.

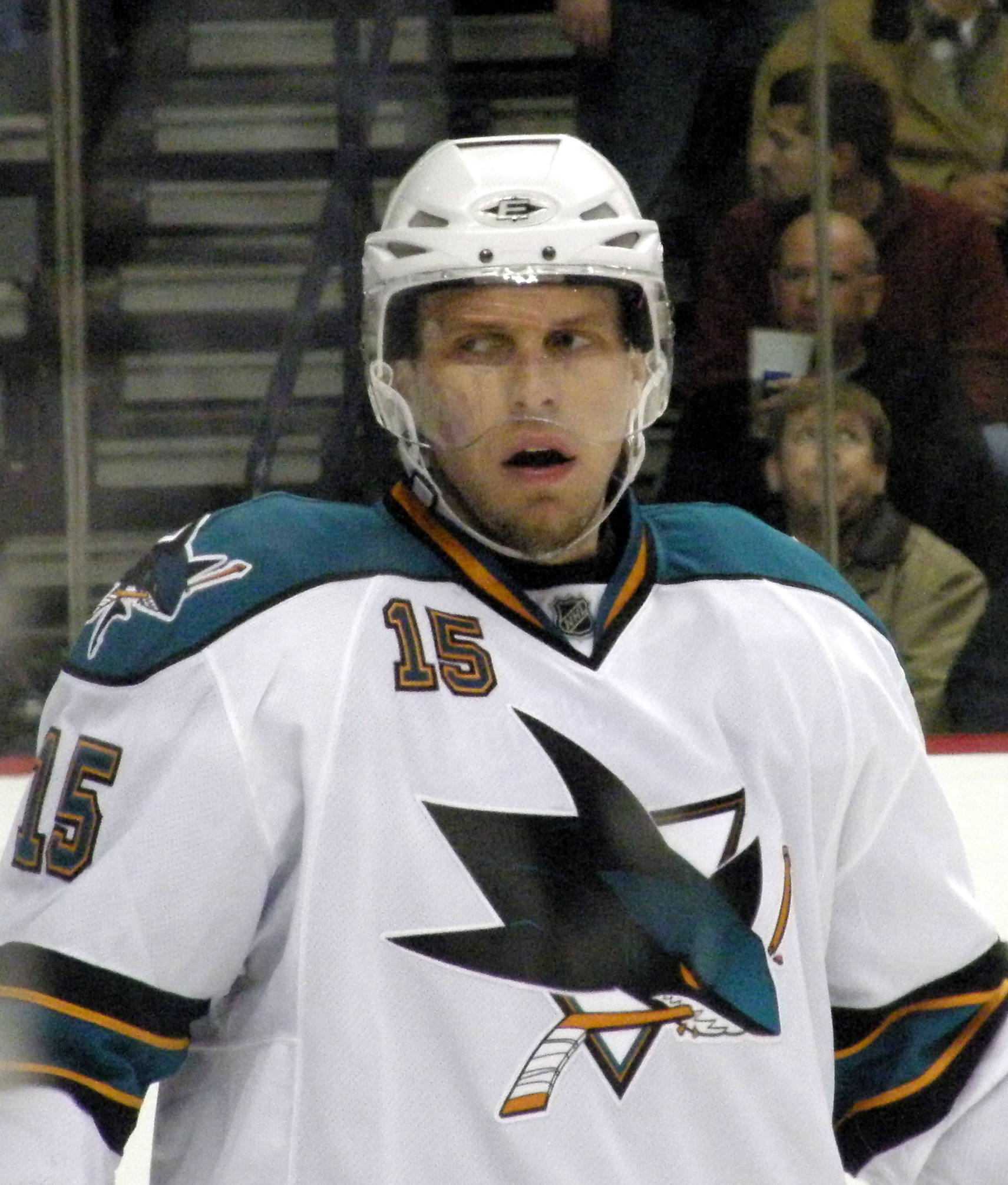
Dany Heatley.

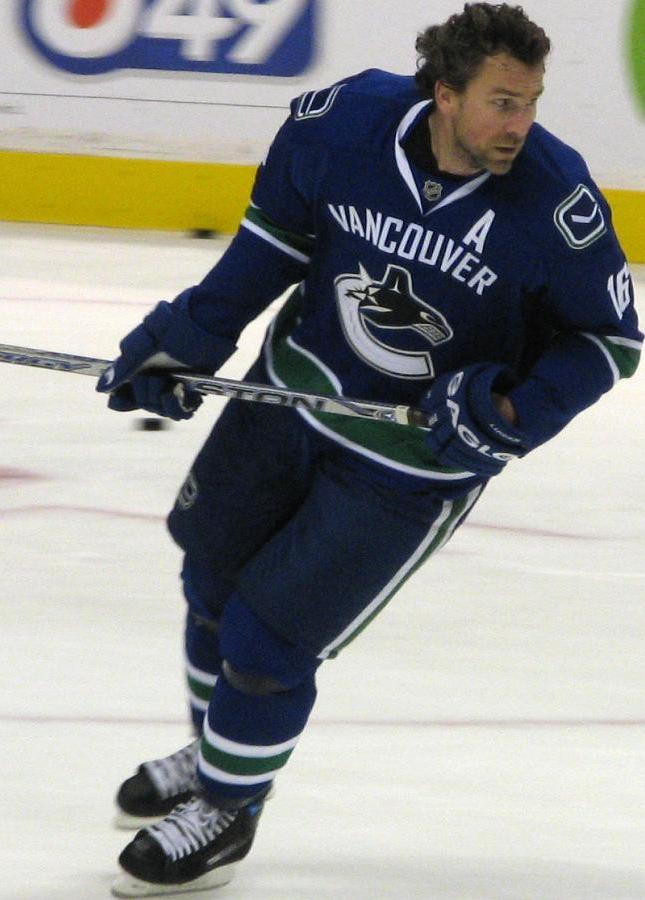
Trevor Linden.

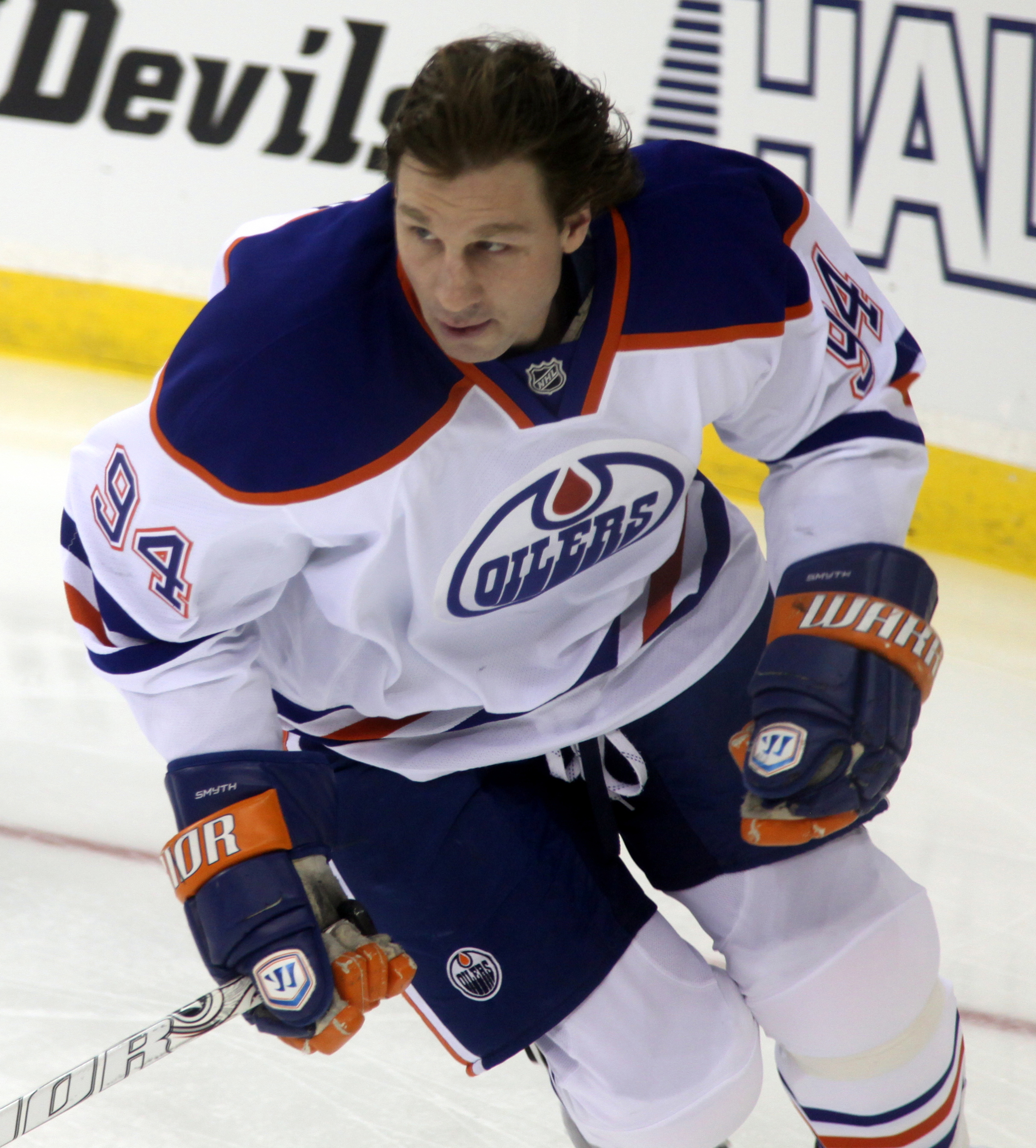
Ryan Smyth.

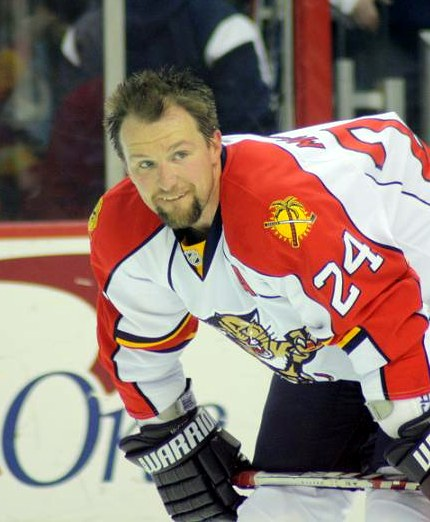
Bryan McCabe.

Ett urval av ishockeyspelare som har spelat en del av sina ungdomsår i AMHL och har spelat/spelar i den nordamerikanska proffsligan National Hockey League (NHL).
| Målvakter - Chad Johnson - Cam Ward | Backar - Jay Bouwmeester - Johnny Boychuk - Kevin Connauton - Andrew Ference - Mark Fistric - Mike Green - Thomas Hickey - Nick Holden - Dan Kordic - Bryan McCabe - Kyle McLaren - Derek Morris - Alex Petrovic - Dion Phaneuf - Jamie Pushor - Colton Sceviour - David Schlemko - Sheldon Souray - Jared Spurgeon - Brad Stuart - Jim Vandermeer - Brad Werenka | Forwards - Stu Barnes - Jay Beagle - James Black - Kyle Brodziak - Kyle Calder - Jason Chimera - Kyle Chipchura - Mike Comrie - Murray Craven - Chris Dingman - Hnat Domenichelli - Jordan Eberle - Tyler Ennis - T.J. Galiardi - Dany Heatley - Trent Hunter - Jarome Iginla - John Kordic - Daymond Langkow - Trevor Linden - Jamie Lundmark - Joffrey Lupul - Dean McAmmond - Scott Nichol - Mason Raymond - Steven Reinprecht - Stacy Roest - Jeff Shantz - Ryan Smyth - Brandon Sutter - Nick Tarnasky - Darcy Tucker - Scottie Upshall - Wes Walz - Ray Whitney |